# 代用貨幣

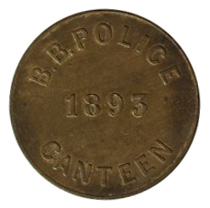
ベチュアナランド国境警備隊の代用貨幣

代用貨幣（だいようかへい）とは、硬貨の代用として限定的に使用されるものである。その多くが硬貨あるいはメダル類似の形状を有する。この代用貨幣は主にメダル類収集家の収集対象分野の一つであり、英語ではトークン（token）、フランスではジュトン（Jeton）とも呼ばれる。また布や穀物などが通貨の役割を果たしたこともあり、これらを指す場合もある。
この代用貨幣は銅、白鑞、アルミニウム、真鍮あるいはスズといった卑金属や、フェノール樹脂、皮革、陶磁器およびその他丈夫な物質が材料として用いられる。
硬貨が地方または中央政府の権力により発行され、あらゆる商品や他の硬貨と交換可能な法定通貨であるのに対し、代用貨幣は例外も存在するが民間企業、団体あるいは個人により発行され、使用も限定されている点が根本的に異なる。代用貨幣は民間により発行されるだけでなく、国家あるいは州政府により通貨に準ずるものとして認められる場合もある。有名な例では南アフリカにおいて1874年、ストラッチャン社により発行され、先住民族の通貨として広く流通した代用貨幣がある。
代用貨幣には商品券および乗車券の役割を果たすものもある。

## 通貨としての代用貨幣

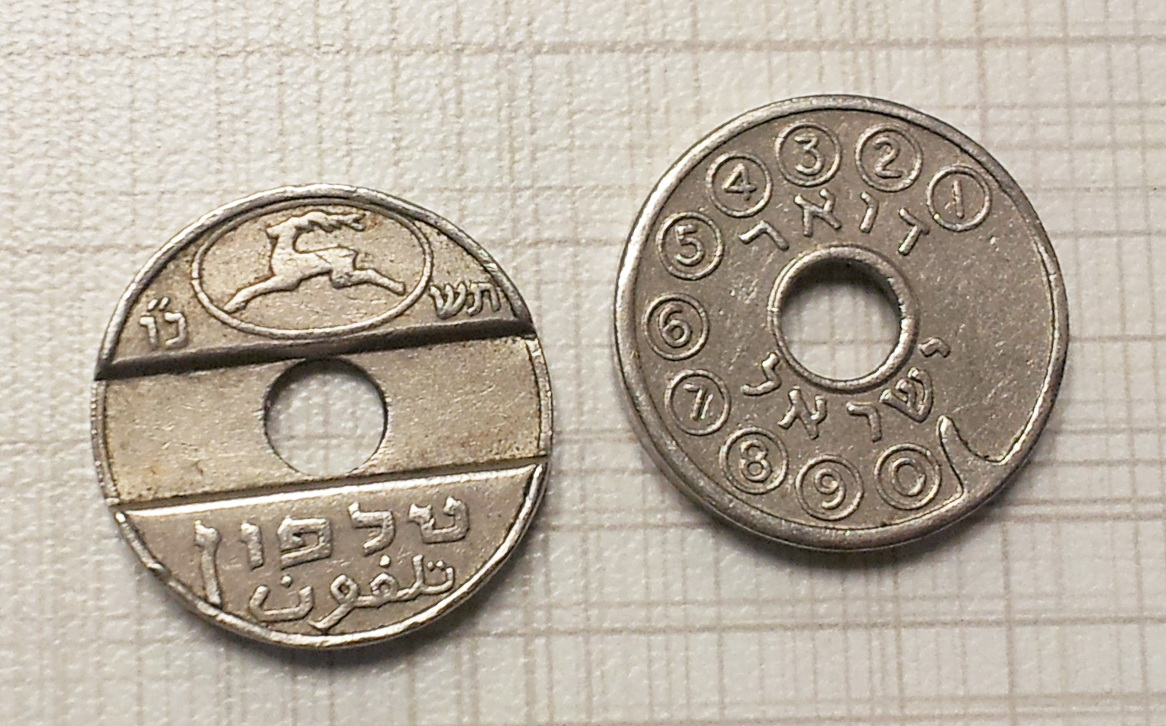
イスラエル 公衆電話のトークン

企業によって発行されていた真の通貨としての代用貨幣は、地方自治体によって認可された単なる取引用トークンとしての範疇にとどまるものではなかった。 これは、しばしば政府による硬貨の発行が充分でないために起こった硬貨の深刻な不足に対する措置であった。 実質的には代用貨幣発行の背後には地方銀行があった。
通貨としての代用貨幣の例として、オレンジ自由国のグリカランドイーストと呼ばれる南アフリカから分離していた地域において1874年に最初に発行された、ストラッチャントークンがある。 ストラッチャン社およびそのパートナーである政府の秘書のチャールズ(Charles Brisley)は、この代用貨幣に対し地域の通貨としての公認を取付けた。1800年代に、東グリカランド首都のコークスタートにある支店において、この地域でクラウン銀貨が逼迫したことから、南アフリカ中央銀行の公式の銀行券は、容易くこれらのトークンと交換された。
また同様に、著しいインフレーション時に、代用貨幣はしばしば通貨の役割を果たした。 この例として、イタリアあるいはイスラエルの電話用トークンが挙げられる。これは料金が上昇したときであっても、トークンは従前の1回の電話料金として使用できた。 ニューヨーク市の地下鉄のトークンは額面が設定されていたため、しばしば取引あるいはパーキングメーターにも使用することができた。

## 売買あるいは交換手段としての代用貨幣
17世紀から19世紀初頭にかけて、ブリテン諸島や北アメリカで政府発行硬貨の不足が深刻な際には、商業活動を続けるために代用貨幣が商人によって発行されることが多かった。代用貨幣は商品と交換可能なことを事実上保証していたが、必ずしも換金可能なことを保証してはいなかった。これらの代用貨幣が政府の正式な認可を受けることは決してなかったが、きわめて広く受け入れられ、流通した。
イギリスでは、1/4ペニー銅貨が17世紀前半に国王の認可によって製造、発行されたが、イングランド内戦の間は製造が中断され、その結果、小銭の著しい欠乏が生じた。 町や都市における取引の急速な増加のため不足感は一層強く現れた。そのため地方公共団体と商人が共にトークンを発行するようになった。
これらの代用貨幣は多くが銅あるいは真鍮製であったが、白鑞、鉛、ときに皮革製のトークンも見出される。 多くは一定の額面が刻まれず1/4ペニー銅貨としての通用が前提であったが、1/2ペニーも多く見られ、1ペニートークンも多少見られた。 1/2ペニーと1ペニートークンは、全てというわけではないが通常、表面に額面が打印されている。このような代用貨幣の多くは表面に発行人のフルネームまたはイニシャルが刻まれている。イニシャルの場合、苗字の1文字と夫婦の名の2文字の計3文字を刻むのが一般的な習慣であった。 また通常、代用貨幣の表面には名前または図により商売に関する事項が刻まれる。 代用貨幣の多くは円形であるが、ときに正方形、ハート型または八角形の形状のものが存在する。1648年から1672年の間にこれらの代用貨幣を発行した町や商人は数千にも上った。この間に政府による1/4ペニー銅貨の発行が再開され、個人的なトークンの発行は禁止された。
またこのような硬貨の不足は18世紀後半にイギリスの王立造幣局が硬貨の製造をほとんど中止したときにも起こった。 商人はトークンの発行を再開したが、それは機械製であり、17世紀に発行された1/2ペニーあるいはそれ以上の額面のものよりも一般的に大きな額面のものであった。 多くが取引用のものであったが、中には広告および政治的目的もあり、また収集家への販売を第一目的として発行されたものもあった。 これらのトークンは後に「コンダー」トークンとしてよく知られている。これらは商人により自らの店舗における同等の価格の商品により償還されるとの契約のもとで、商品代金の支払いのため発行された。 その取引は代用硬貨の利便性の役割を果たす一種の物々交換であり、売り手の都合の良い価格および時刻において商品を受け取ることができ、代用貨幣を店のコインホルダーに留めておくことができる。
1861年、アメリカ合衆国において勃発した南北戦争により、原料の不足から政府が硬貨の発行数を減じ、加えて経済混乱により硬貨が払底した。このとき釣銭の支払いに困惑した会社および商店はボール紙に額面を印刷したもの、私製の銅貨さらに郵便切手を円形の金属ケースに封入した切手代用貨幣を発行した。このケース入り切手代用貨幣の発明に関してジョン・ゴールドは1862年8月12日に特許をとった。
アメリカ合衆国財務省は金属硬貨は重量があり輸送能力の面で問題が多いことから、在外の軍隊に対し硬貨を出荷しなかったため、アメリカ軍の陸空軍生活品販売業務は、紙製の5セント、10セント、および25セントの額面の代用貨幣「ポグ」（めんこを意味する）を発行することにした。この代用貨幣は直径約38mmであり、デザインが軍事色の強いものとなっているという特徴がある。旧日本軍においても軍事基地のみで通用する「酒保銭」と呼ばれる代用貨幣が用いられた。
売買用代用貨幣の収集は、メダル収集の分野の一つであり、他にトランジットトークン、ケース入りのセント硬貨、および多くの他の分野も含まれる。 狭義の取引用代用貨幣は商人によって発行された、「良い」代用貨幣である。 一般に代用貨幣の表面には、しばしば「5セント」などの額面、商人名、イニシャル、町、州が刻まれている。代用貨幣を発行した商人は雑貨屋、食料品商、百貨店、酪農、精肉市場、ドラッグストア、酒場、バー、居酒屋、床屋、炭坑、製材所、および他の多くの業者がいた。1870年から1920年の期間はアメリカ合衆国において取引用代用貨幣が最も多く使用された時期であり、農村地域における零細店舗の増加がこれに拍車をかけた。何千もの零細の雑貨屋および商店が合衆国全体に亘って存在し、彼らの多くが取引を促進し、顧客に信用を広めるために取引用代用貨幣を使用した。 アルミニウム製の代用貨幣は、アルミニウムが安く生産されるようになった1890年以降の年銘のものがほとんどである。

## スロットマシンのトークン
カジノにおけるスロットマシン専用に金属製のトークンが現金の代わりに用いられる。カジノでは賭博台またはスロットマシンで現金がトークンまたはチップに交換される。トークンはカジノにおいて換金可能であるが、一般的にカジノの外では価値を持たない。
アメリカ合衆国では1964年頃に銀価格の高騰に伴い銀貨の発行が停止されたのに伴い、急遽ラスベガスのカジノはスロットマシン専用のコインとしての代用品を捜し求めた。ネバダ州ゲーミング管理局は合衆国財務省と協議を行い、カジノがスロットマシン専用のトークンを使用することがすぐに許可された。このときカジノのトークンの製造を請け負ったのは主に民間造幣所のフランクリン・ミントであった。
1971年に、多くのカジノが、マシン専用にアイゼンハワーダラーを採用した。 1979年に1ドル硬貨がアンソニーダラーに変更されたとき、多くのカジノが、トークンを再び導入した。これはアンソニーダラーが25セント硬貨と紛らわしいことによる混乱を恐れて、多くのスロットマシンを改造するのを避け、スロットマシンでトークンを使用しているカジノは、アイゼンハワーダラーサイズのものを使用している。ほとんどの地域では、カジノにおいて、より小額のトークンを必要とするスロットマシンで硬貨を使用することを許可していない。
多くのカジノが紙幣を入れて自動的に領収書が発行されるコインレスマシンを導入するようになり、トークンは段階的に廃止されている。

## スタッフトークン

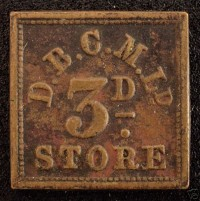
デビアス社の従業員専用店舗の代用貨幣

スタッフトークンは従業員に貨幣の代わりとして支給されるものである。19世紀、賃金のスタッフトークンによる支払いの表向きの理由は流通貨幣の不足であったが、実際にはスタッフトークンは法外な価格の従業員専用店舗でしか使用することができないため、従業員の実質的な賃金、および可処分所得を大幅に抑えるものであった。
北アメリカでは18世紀に硬貨不足に対応して発行された代用貨幣が（#売買あるいは交換手段としての代用貨幣参照）、その後スタッフトークンとして使用された。

## ハンセン病療養所で使用された代用貨幣
ハンセン病療養所において、入所者の資産を療養所のみでしか通用しない専用の代用貨幣に強制的に両替させることも行われた。

## その他

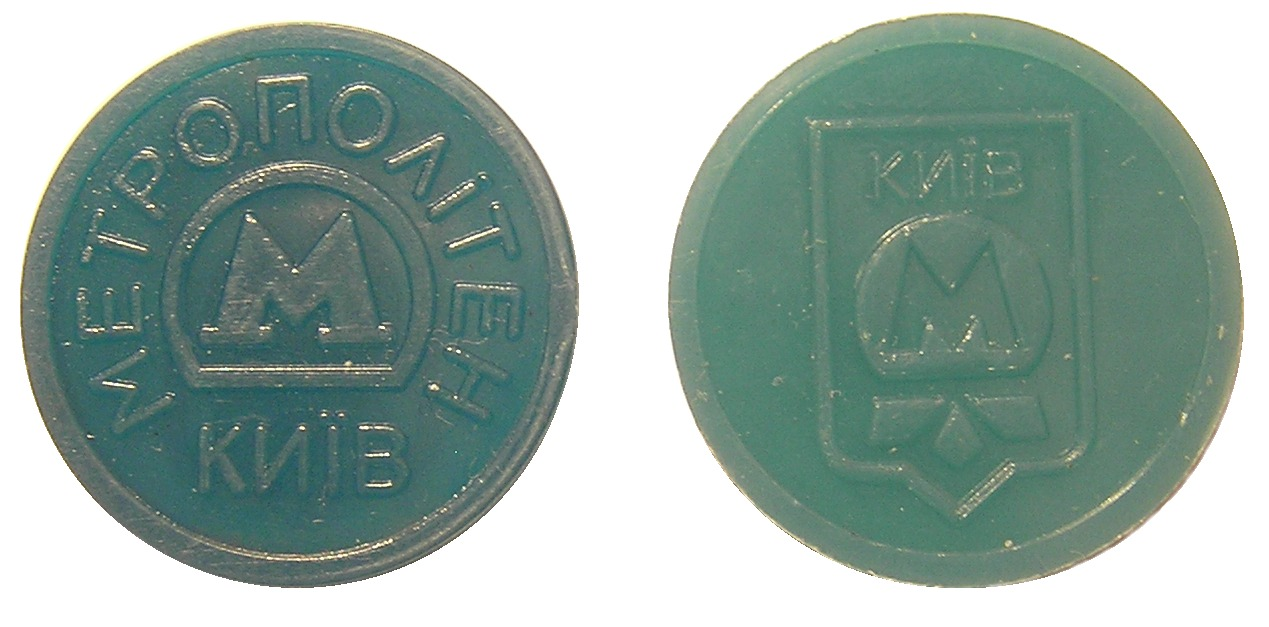
ウクライナ 地下鉄乗車券のトークン

鉄道、地下鉄、バスなどの公共交通機関では都度の乗車に用いる場合に加え、割引乗車にもトークンを長年にわたって用いてきた。橋やトンネル、有料道路の通行料金収受にもトークンが使用されている。小売店や酒場などがトークンを発行することもあり、洗車場、ゲームセンター、駐車場、公衆電話などでもトークンが使用される。しかし、現在ではコンピューターによる読み込みが可能なチケットやICカードが、トークンに取って代わっていたり、併用されている場合もある。なお、日本においては戦前から硬貨が使用されていたため、トークンの利用は一般的ではない。
アメリカ合衆国ではおもに1930年代に主として記念品として発行された5セント相当の木製の代用貨幣 Wooden nickel が有名である。
キリスト教会では、コミュニオンに先立って行われる修道会の試験に合格した信者にトークンを授与する風習があり、またコミュニオンへの参加にトークンを必要とした。 多くのスコットランドのプロテスタントおよび、いくつかの米国教会がコミュニオントークンを使用した。 一般に、これらは、白鑞製で、教会が所有する鋳型でしばしば牧師により鋳造されていた。 最近いくつかの教会においてこれらのトークンのレプリカを販売目的による製造が可能となった。